# 司马恢之 (丹阳尹)
司马恢之（？—400年代），字季明，河内郡温县（今河南省焦作市温县）人，曹魏中郎司马进的后裔，东晋都督兗、青、冀、幽并扬州之晋陵、徐州之南北郡军事，领镇北将军、兗青二州刺史、假节、谯敬王司马恬第二子，晋朝宗室、官员。

## 生平
隆安二年（398年）九月，会稽王司马道子任命司马恢之为骠骑司马、丹杨尹，率领兵马作为自己的援兵。九月乙巳（398年10月12日），桓玄在白石大败晋军，随后与杨佺期进兵横江，司马尚之败退，司马恢之率领的水军全军覆没。
隆安五年六月甲戌（401年6月27日），孙恩从海上攻至丹徒，有士兵十余万人，楼船一千多艘，东晋政府大为震动。六月乙亥（401年6月28日），朝廷派冠军将军高素、右卫将军张崇之驻守石头城，辅国将军刘袭栅断淮口，丹杨尹司马恢之戍守南岸，冠军将军桓谦、辅国将军司马允之、游击将军毛邃守备白石，左卫将军王嘏、领军将军孔安国屯兵中皇堂。征召豫州刺史、谯王司马尚之守卫京师。
元兴元年（402年），桓玄进入京城后，将司马恢之和他的弟弟司马允之流放到广州，在路上将他们杀害。晋安帝复位后，追赠司马恢之为抚军将军。

## 家庭

### 兄弟
- 司马尚之，东晋假节、前将军、豫州刺史、谯忠王
- 司马允之，东晋吴国内史、广晋伯
- 司马休之，东晋假节、都督荆雍梁秦宁益六州军事、平西将军、荆州刺史

### 儿子
- 司马文深，东晋高阳王，过继给叔曾祖高阳王司马毅